# Ebelingia kumadai
Ebelingia kumadai is een spinnensoort in de taxonomische indeling van de krabspinnen (Thomisidae).
Het dier behoort tot het geslacht Ebelingia. De wetenschappelijke naam van de soort werd voor het eerst geldig gepubliceerd in 1985 door Hirotsugu Ono.